# Kabinett Waddington

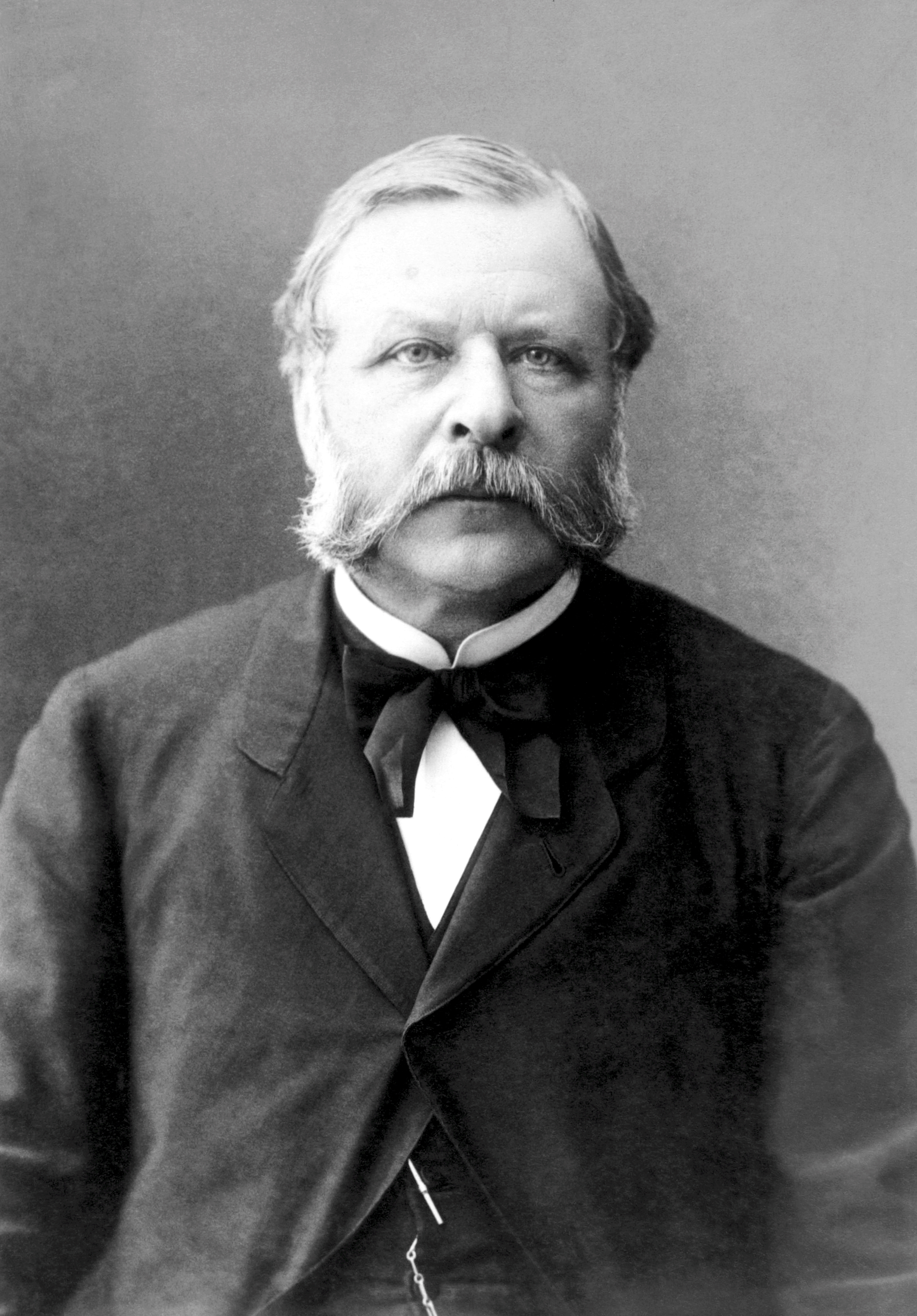
William Henry Waddington

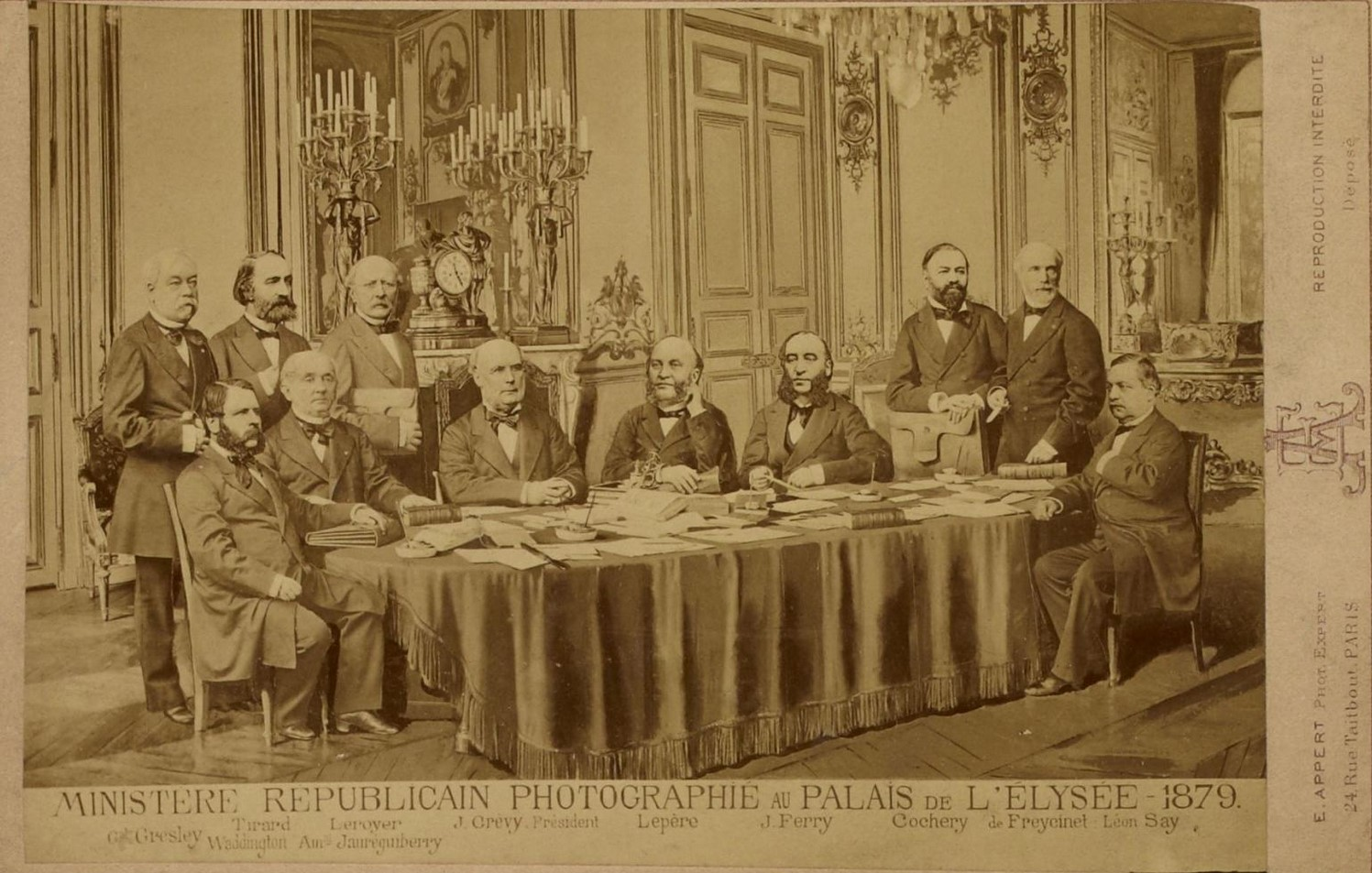
Kabinett Waddington, Fotomontage von Eugène Appert,
Paris, Musée Carnavalet, 1879.

Das Kabinett Waddington wurde während der Dritten Französischen Republik in der Nachfolge des Kabinetts Dufaure V am 4. Februar 1879 von Premierminister William Henry Waddington gebildet und befand sich bis zum 21. Dezember 1879 320 Tage lang im Amt. Es wurde vom Kabinett Freycinet I abgelöst.
Der am 30. Januar 1879 zum Staatspräsidenten gewählte Jules Grévy wollte nicht Léon Gambetta zum Premierminister berufen, um die erste Regierung seiner Präsidentschaft zu bilden.
Dem Kabinett gehörten Vertreter des Centre gauche (CG), der Gauche républicaine (GR) und der Union républicaine (UR) an.

## Kabinett

### Minister
Dem Kabinett gehörten folgende Minister an:
| Amt                                                    | Name                            | Gruppe | Beginn der Amtszeit          | Ende der Amtszeit              |
| ------------------------------------------------------ | ------------------------------- | ------ | ---------------------------- | ------------------------------ |
| Premierminister                                        | William Henry Waddington        | CG     | 4. Februar 1879              | 21. Dezember 1879              |
| Außenminister                                          | William Henry Waddington        | CG     | 4. Februar 1879              | 21. Dezember 1879              |
| Kriegsminister                                         | Henri Gresley                   |        | 4. Februar 1879              | 21. Dezember 1879              |
| Minister für öffentlichen Unterricht und schöne Künste | Jules Ferry                     | GR     | 4. Februar 1879              | 21. Dezember 1879              |
| Finanzminister                                         | Léon Say                        | CG     | 4. Februar 1879              | 21. Dezember 1879              |
| Minister für öffentliche Arbeiten                      | Charles de Freycinet            | GR     | 4. Februar 1879              | 21. Dezember 1879              |
| Minister für Marine und Kolonien                       | Jean Bernard Jauréguiberry      |        | 4. Februar 1879              | 21. Dezember 1879              |
| Siegelbewahrer, Justizminister                         | Philippe Le Royer               | GR     | 4. Februar 1879              | 21. Dezember 1879              |
| Innenminister                                          | Émile de Marcère Charles Lepère | CG UR  | 4. Februar 1879 4. März 1879 | 4. März 1879 21. Dezember 1879 |
| Minister für Religion                                  | Émile de Marcère Charles Lepère | CG UR  | 4. Februar 1879 4. März 1879 | 4. März 1879 21. Dezember 1879 |
| Minister für Landwirtschaft und Handel                 | Charles Lepère Pierre Tirard    | UR UR  | 4. Februar 1879 5. März 1879 | 5. März 1879 21. Dezember 1879 |
| Minister für Post und Telegrafie                       | Adolphe Cochery                 | GR     | 5. Februar 1879              | 21. Dezember 1879              |

### Unterstaatssekretäre
Dem Kabinett gehörten folgende Sous-secrétaires d’État an:
| Amt                                       | Name                                | Gruppe | Beginn der Amtszeit           | Ende der Amtszeit              |
| ----------------------------------------- | ----------------------------------- | ------ | ----------------------------- | ------------------------------ |
| Ministerium für öffentliche Arbeiten      | Marie François Sadi Carnot          | GR     | 5. Februar 1879               | 21. Dezember 1879              |
| Justizministerium                         | René Goblet                         | UR     | 5. Februar 1879               | 21. Dezember 1879              |
| Ministerium für schöne Künste             | Edmond Turquet                      | GR     | 5. Februar 1879               | 21. Dezember 1879              |
| Ministerium für Landwirtschaft und Handel | Cyprien Girerd                      | GR     | 7. Februar 1879               | 21. Dezember 1879              |
| Innenministerium                          | Jules Develle Félix Martin-Feuillée | GR UR  | 13. Februar 1879 4. März 1879 | 4. März 1879 21. Dezember 1879 |

## Historische Einordnung

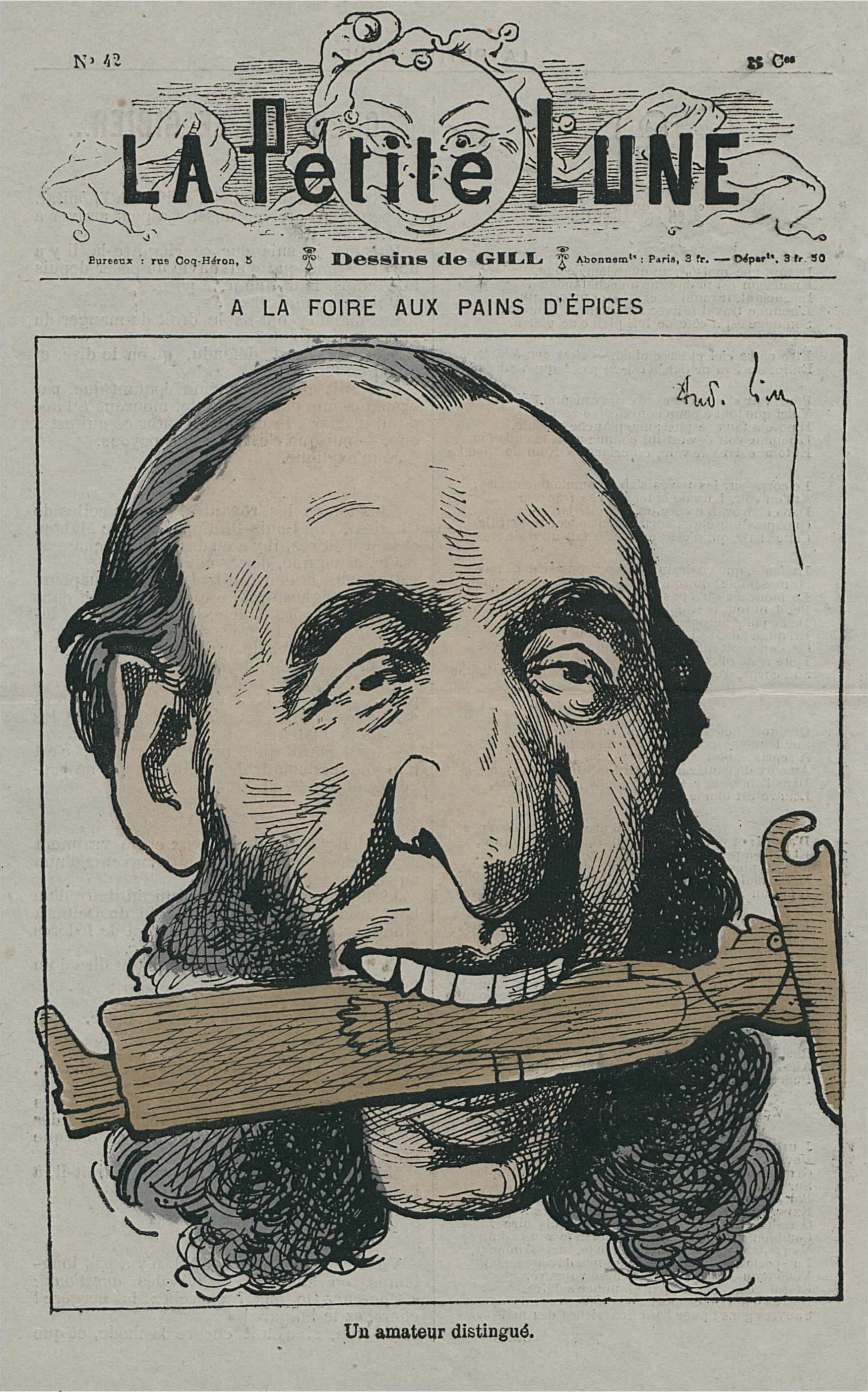
Jules Ferry, auf einen Lebkuchenpfarrer beißend – La Petite Lune 42

Während der Amtszeit William Henry Waddingtons wurden einige wesentliche Maßnahmen durchgeführt. Justizminister Philippe Le Royer setzte eine Teilamnestie der Kommunarden durch. Die Parlamentssitze wurden nach Paris verlegt, nachdem bislang in Versailles getagt wurde. Die Marseillaise wurde wieder zur Nationalhymne erklärt. Bildungsminister Jules Ferry startete ein umfassendes Programm, das 1879 mit dem Gesetz vom 9. August 1879 über die École normale primaire begann. Außerdem setzte Ferry mit den Verordnungen vom 27. März 1879 das Verbot nicht zugelassener Kongregationen durch, das vor allem die Jesuiten traf. Der Plan Freycinet zum Ausbau der Verkehrsinfrastruktur wurde fortgesetzt.